# Roberto Heredero
Roberto Heredero (* 16. Dezember 1950) ist ein ehemaliger kubanischer Radrennfahrer.

## Sportliche Laufbahn
Heredero war im Bahnradsport aktiv. Er war Teilnehmer der Olympischen Sommerspiele 1972 in München.
In der Einerverfolgung belegte er Platz 21 in der Qualifikation. In der Mannschaftsverfolgung schied Kuba mit Aldo Arencibia, Roberto Heredero, Roberto Menéndez und Raúl Marcelo Vázquez in der Vorrunde aus. 
Bei den Zentralamerika- und Karibikspielen 1970 holte er die Silbermedaille in der Mannschaftsverfolgung.